# كيفن إيستمان (كرة سلة)
كيفن إيستمان (بالإنجليزية: Kevin Eastman)‏ مواليد 7 أبريل 1955 في نيو برونزويك، هو مدرب كرة سلة أمريكي ولاعب معتزل. بدأ مسيرته الاحترافية في سنة 1978. اعتزل اللعب في 1978. فاز بلقب دوري إن بي إيه. درب عدة فرق منها بوسطن سيلتكس ولوس أنجلوس كليبرز.